# Вяхяхейккиля
Вяхяхейккиля (фин. Vähäheikkilä, швед. Lillheikkilä) — один из центральных районов города Турку, входящий в Центральный территориальный округ (частично входит и в округ Скансси-Уиттамо).

## Географическое положение
Район расположен к югу от центральной части города, между IV районом — Мартти и районом Пуйстомяки.

## Население
В 2004 году население района составляло 1 153 человек, из которых дети моложе 15 лет составляли 18,82 %, а старше 65 лет — 15,00 %. Финским языком в качестве родного владели 91,41 %, шведским — 6,50 %, а другими языками — 2,08 % населения района.